# Black Belt (Alabama)

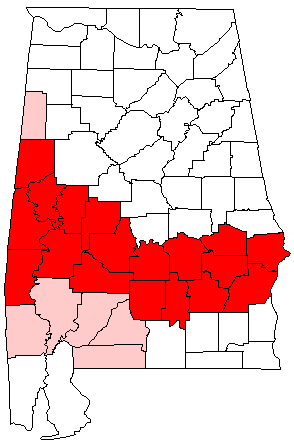
Mappa della regione del Black Belt in Alabama. Le contee evidenziate in rosso sono tradizionalmente considerate parte della regione, mentre quelle evidenziate in rosa vengono saltuariamente considerate parte della regione.

La regione chiamata Black Belt si trova nello stato USA dell'Alabama, e fa parte della più ampia regione del Black Belt degli Stati Uniti del Sud, che spazia dallo stato del Texas fino alla Virginia. Questa regione include alcune delle più povere contee degli Stati Uniti. Il nome si riferisce originariamente al sottile strato di terra nera eccezionalmente fertile presente in queste contee, cosa che incoraggiò lo sviluppo delle piantagioni di cotone nel periodo dei pionieri della storia dell'Alabama. Attualmente però, il riferimento viene dato in base all'eccezionale numero di Afroamericani che risiedono in queste contee.

## Caratteristiche
Le maggiori caratteristiche delle contee che fanno parte della regione del Black Belt includono:
- ricchezza di terra nera fertile, con un sotto-strato di roccia sedimentaria (composta per la maggior parte da calcite) conosciuta come Selma chalk;
- le industrie primarie sono per la maggior parte legate all'agricoltura, con una minima parte sviluppata commercialmente;
- la popolazione è per la maggior parte composta da afroamaericani;
- alto tasso di disoccupazione;
- basso tasso educazionale;
- isolamento dalle maggiori infrastrutture dei trasporti;
- accesso limitato alle strutture sanitarie;
- abitazioni al di sotto degli standard;

## Contee
In Alabama, il cuore della regione è centrato nella parte ovest dello stato, tra le colline degli Appalachi e la pianura costiera. La lista delle contee comprese nel the Black Belt spesso dipende dal contesto, ma tradizionalmente include: Barbour, Bullock, Butler, Choctaw, Crenshaw, Dallas, Greene, Hale, Lowndes, Macon, Marengo, Montgomery, Perry, Pickens, Pike, Russell, Sumter, e Wilcox.
A volte la regione si estende lungo la fascia costiera del sud e include le contee di Clarke, Conecuh, Escambia, Monroe, e Washington. Benché la contea di Montgomery rispetti i tratti sia dal punto di vista demografico che da quello del terreno, essa viene spesso esclusa visti i suoi significativi sviluppi urbanistici. La contea di Lamar non rispetta i tratti dal punto di vista del terreno, ma viene spesso inclusa vista la sua mancanza di imprese.